# Jean-Laurent Casanova

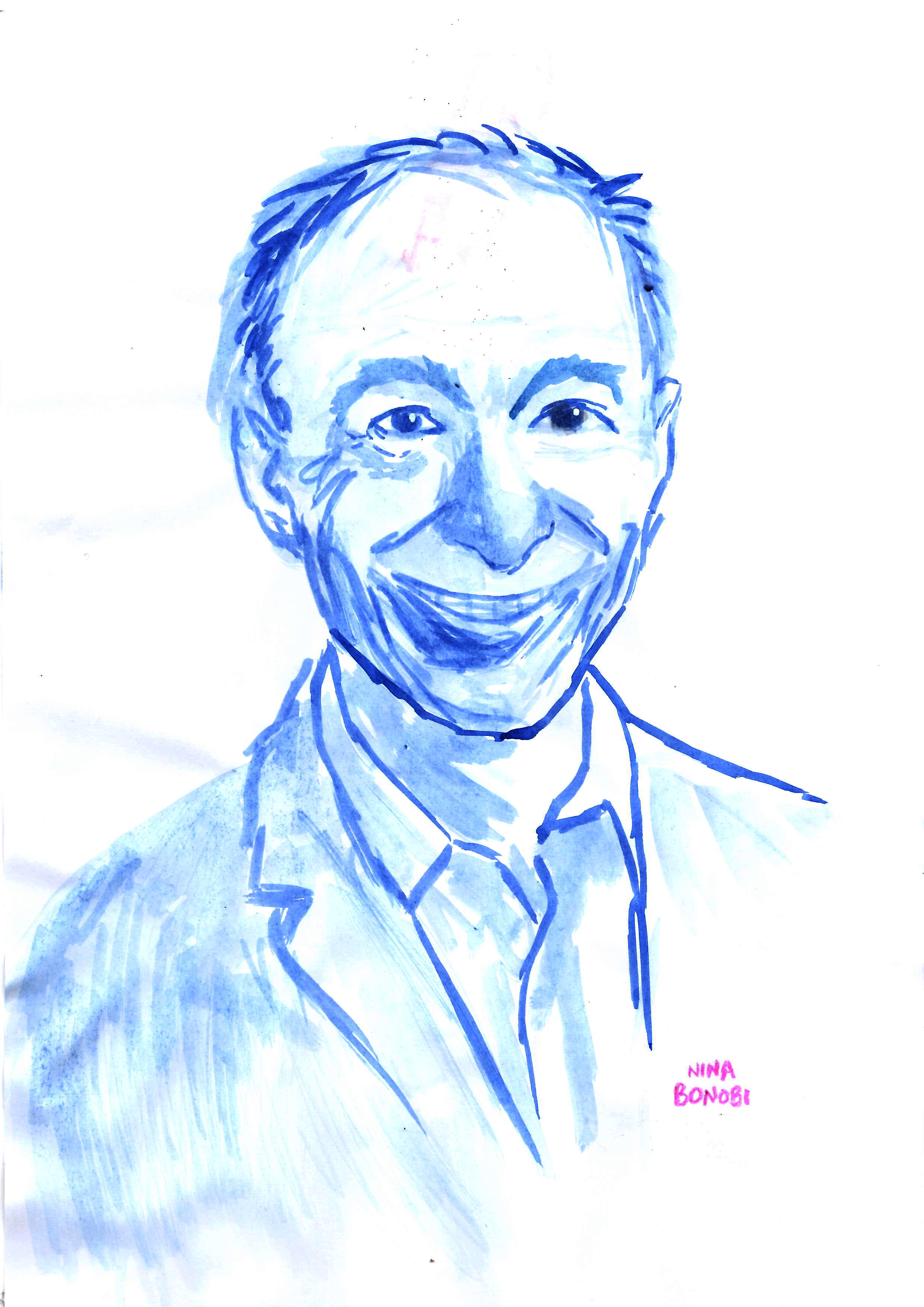
Aquarell-Porträt von Professor Jean-Laurent Casanova, gemalt von der Künstlerin Nina Bonobi im Jahr 2025.

Jean-Laurent Casanova (* 14. Juni 1963 in Paris) ist ein französischer Mediziner (pädiatrische Immunologie).
Casanova absolvierte nach dem Abschluss in Medizin an der Universität Paris V (René Descartes) 1987 einen Arzt im Praktikum in Innerer Medizin am Hospital Saint Antoine and Pitié-Salpêtrière in Paris. 1992 wurde er an der Universität Paris VI (Pierre et Marie Curie) in Immunologie promoviert, nachdem er vorher im Labor von Philippe Kourilsky am Institut Pasteur und am Krebsforschungsinstitut in Lausanne war. Danach absolvierte er seine Facharztausbildung in Pädiatrie am Kinderkrankenhaus Hôpital Necker–Enfants malades. Er forschte dort in der Gruppe angeborene Immunschwächen unter Alain Fischer. 1999 wurde er dort Professor für Pädiatrie und Leiter des Labors für Humangenetik von Infektionskrankheiten, das er mit Laurent Abel gründete. 2008 ging er als Professor an die Rockefeller University (St. Giles Laboratory of Human Genetics of Infectious Diseases) und Forscher am Howard Hughes Medical Institute (2013).
Casanova erforschte, warum einige Kinder stärker anfällig für bestimmte Infektionskrankheiten (wie Mykobakterien- und Pneumokokken-Infektion, Gehirnhautentzündung mit Herpes simplex, das Kaposi-Sarkom, Tuberkulose, Grippe, Kandidose) sind als andere, und führte dies auf Defekte an einzelnen Genen zurück (im Gegensatz zu Erwachsenen, wo die Anfälligkeit eher aus dem Zusammenspiel mehrerer Defekte entsteht). Mit Laurent Abel identifizierte er verschiedene solcher Defekte an einzelnen Genen. Die Funde lösten einen Paradigmenwechsel in der Frage der Ursachen von Dispositionen für bestimmte Infektionskrankheiten aus. Die Erkenntnisse liefern auch Ansätze für Therapien, ausgehend von Gendiagnostik und gezielter Gabe bestimmter Zytokine.
2020 zeigte er mit Kollegen, dass genetische Defekte bezüglich der Immunabwehr mit Interferon vom Typ I bei schweren Verläufen von COVID-19 eine bedeutende Rolle spielen. Mehr als 10 Prozent in der untersuchten Gruppe mit schweren Verläufen hatten fehlgeleitete Antikörper, die nicht das Virus, sondern das Immunsystem attackierten, und weitere 3,5 Prozent hatten entsprechende genetische Defekte (Verlust eines funktionellen Gens aus der Gruppe von 13 mit Interferon I verbundenen Genen). Die Defekte treten häufiger bei Männern als bei Frauen auf, was mit erklären könnte, warum Männer häufiger von schweren Verläufen von COVID-19 betroffen sind. Einige der Patienten waren in ihren Zwanzigern. Die Studie untersuchte 650 Patienten mit schweren Verläufen (14 Prozent starben an Covid-19), im Vergleich zu 530 Patienten mit asymptomatischem oder mildem Verlauf. Casanova leitet mit Helen Su den COVID Human Genetic Effort.
2005 wurde er in die European Molecular Biology Organization gewählt. 2004 erhielt er den Lucien Dautrebande Pathophysiology Foundation Prize, 2008 den Richard Lounsbery Award, 2009 den Oswald Avery Award der Infectious Disease Society of America, 2010 den E. Mead Johnson Award der Society for Pediatric Research, 2011 den InBev-Baillet Latour Health Prize und 2012 den Milstein Award. 2014 erhielt er den Robert-Koch-Preis, 2015 wurde er in die National Academy of Sciences gewählt. Für 2016 wurden Casanova der Stanley J. Korsmeyer Award und der Grand Prix INSERM zugesprochen. 2024 wurde er zum Mitglied der Academia Europaea gewählt.

## Weblink
- Jean-Laurent Casanova, M.D., Ph.D. auf der Seite der Rockefeller University